# 高市黒人
高市 黒人（たけち の くろひと）は、飛鳥時代の官人・歌人。姓は連。

## 出自
高市氏は（高市県主・高市連）天津彦根の曾孫・彦伊賀都の後裔とされる天孫系氏族。本拠地は大和国高市県（現在の奈良県高市郡および橿原市の一部）で、その首長として管掌した。天武天皇12年（683年）に連姓に改姓している。

## 経歴
持統・文武両朝で下級官人を務めたらしいが、官歴は伝わらない。『万葉集』に短歌18首が採録されているが、大宝元年（701年）の持統上皇の吉野宮行幸、翌大宝2年（702年）の三河国行幸に同行した際の詠歌を始め、「羈旅の歌八首」など、全て旅中で詠んだ作品である。その足跡は、大和・山城・摂津・近江の畿内に加え、尾張・三河・越中の諸国にまで及んでいる。
また、『玉葉和歌集』『新拾遺和歌集』に1首ずつ入集する勅撰歌人でもある。